# Spodní střední řezák

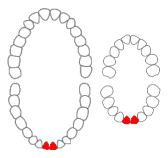
Spodní střední řezáky trvalých a mléčných zubů jsou označeny červeně

Spodní střední řezák je zub umístěný v čelisti blízko středové osy obličeje. Je umístěn mediálně (směrem ke středové osy obličeje) od obou spodních laterálních (bočních) řezáků. Jako u všech řezáků zahrnuje jejich funkce ukusování a krájení potravy během mastikace, jednoduše žvýkání. Nemají žádné hrbolky. Strana zubu používaná u žvýkání se nazývá řezákový hřbet nebo hrana. I když jsou si podobné, existují malé rozdíly mezi mléčnými a trvalými spodními středními řezáky. Spodní střední řezáky jsou většinou první prořezané zuby, většinou ve věku šesti až osmi měsíců.

## Zápis
V univerzálním systému zápisu jsou mléčné spodní střední řezáky označovány velkým písmenem. Pravý mléčný spodní střední řezák je „P“ a levý je „O“. Mezinárodní zápis má jiný způsob záznamu. V něm je pravý mléčný spodní střední řezák označen „81“ a levý „71“.
V univerzálním systému zápisu jsou trvalé spodní střední řezáky označeny číslem. Pravý trvalý spodní střední řezák je „25“ a ten levý je „24“. V zápisu podle Palmera je použito číslo ve spojení se symbolem značícím v jakém kvadrantu se zub nachází. Pravý i levý střední řezák mají stejné číslo „1“, ale pravý nad ním má symbol „┐“ a levý „┌“. Mezinárodní zápis má odlišné číslování než předchozí dva. Pravý trvalý spodní střední řezák je označen jako „41“ a levý jako „31“.

## Anatomie
Střední řezáky mají na jazykové straně jamku. Jejich mediální a distální proximální spoje se nachází v řezákové třetině. Faciální a lingvální nejširší oblasti jsou v krčkové třetině, stejně jako u všech řezáků a špičáků.